# Witold Szereszewski
Witold Szereszewski (ur. 1879 w Woli Krzysztoporskiej, zm. 18 stycznia 1943 w Warszawie lub Treblince) – polski architekt, członek Oddziału Stowarzyszenia Architektów Polskich w Łodzi, jeden z autorów projektu urbanistycznego osiedla im. Józefa Montwiłła-Mireckiego w Łodzi.

## Życiorys
W 1909 ukończył Instytutu Inżynierów Cywilnych w Petersburgu.
Razem z Jerzym Berlinerem zgłosił się do konkursu urbanistycznego na budowę osiedla im. Józefa Montwiłła-Mireckiego w Łodzi. Zajęli wówczas III miejsce, natomiast ostatecznie sporządzenie projektu wykonawczego polecono zdobywcom II (Jan Łukasik i Miruta Słońska) i III miejsca. W skład zespołu autorskiego wchodzili Jerzy Berliner, Jan Łukasik, Miruta Słońska oraz Witold Szereszewski. Przygotowali oni kompozycję zakładającą budowę 33 domów z 1551 izbami. Projekt ten był prezentowany na wystawie Najmniejsze mieszkania, towarzyszącej Międzynarodowemu Kongresowi Architektury Nowoczesnej (CIAM).
Ostatecznie zbudowano 20 budynków z 921 mieszkaniami. Z powodu kryzysu zredukowano pierwotne założenia; zrezygnowano m.in. z kilku obiektów użyteczności publicznej. Budowę zakończono oficjalnie 15 stycznia 1933.
Był również autorem kilku innych projektów architektonicznych na terenie Łodzi: przychodni Kasy Chorych przy ul. Łagiewnickiej (1927-30), osiedla mieszkaniowego pomiędzy ul. Narutowicza i ul. Zelwerowicza (1929-34), kamienicy Braci Dawida i Lejba Klajmanów (1936-39) oraz kamienicy przy ul. J. Tuwima 30 (1911–1914).
W rodzinnej Woli Krzysztoporskiej stworzył projekt architektoniczny szkoły podstawowej (1938).

### Pobyt w getcie i śmierć
W czasie II wojny światowej został wywieziony do getta warszawskiego. Mieszkał przy ul. Waliców 6 wraz z żoną. Był komisarzem czterech domów przy ul. Muranowskiej. W czasie pierwszej akcji deportacyjnej w getcie warszawskim pracował z żoną w szopie przy ul. Niskiej, w pralni parowej, w końcu sierpnia 1942 został zatrudniony jako magazynier w Dziale Budowy Gminy i otrzymał pokój w oficynie na parterze przy ul. Gęsiej. Wraz z żoną otrzymali numerek życia. Jesienią 1942 mieszkali przy ul. Kurzej 8. 18 stycznia 1943 prawdopodobnie został wywieziony do obozu zagłady w Treblince i zamordowany.